# Авров, Дмитрий Николаевич
Дми́трий Никола́евич А́вров (25 января (6 февраля) 1890, Симбирская губерния — 5 августа 1922, Москва) — русский и советский военный деятель, активный участник Гражданской войны.

## Биография
Родился в селе Липовка Ардатовского уезда Симбирской губернии (ныне — Ардатовский район Мордовии) в семье школьного учителя. Окончил Алатырское духовное училище.
В армии с 1914 года. В 1915 году окончил Иркутскую школу прапорщиков. Участник Первой мировой войны, с 1916 года штабс-капитан. В 1917 году — член ротного и полкового советов.
После Октябрьской революции перешёл на сторону Советской власти, член президиума армейского исполкома и комиссар 1-й армии Северного фронта. Член РКП(б) с 1918 года. С февраля 1918 года участвовал в формировании первых частей Красной армии в Симбирске, был военруком Казанского губвоенкомата.
С лета 1918 года командовал 1-й Казанской пехотной дивизией в боях с белогвардейцами и белочехами. В 1918—1919 годах — казанский губвоенком, председатель Казанского губревкома, начальник гарнизона Казани и комендант Казанского укрепрайона. Затем комендант Курского и Аткарско-Ртищевского укрепрайонов.
В октябре 1919 года во время наступления войск генерала Юденича был начальником Петроградского укрепрайона, затем командиром Особой бригады. В январе — августе 1920 года — начальник 55-й стрелковой дивизии. В октябре — ноябре 1920 года — военком, в ноябре 1920 — апреле 1921 года — командующий войсками Петроградского военного округа и одновременно в октябре 1920 — марте 1921 года — член РВС 7-й армии. В марте — мае 1921 года — командующий 7-й армией. Участник подавления Кронштадтского восстания.
С мая 1921 года — на работе в народном хозяйстве.
Похоронен на Марсовом поле в Петрограде.

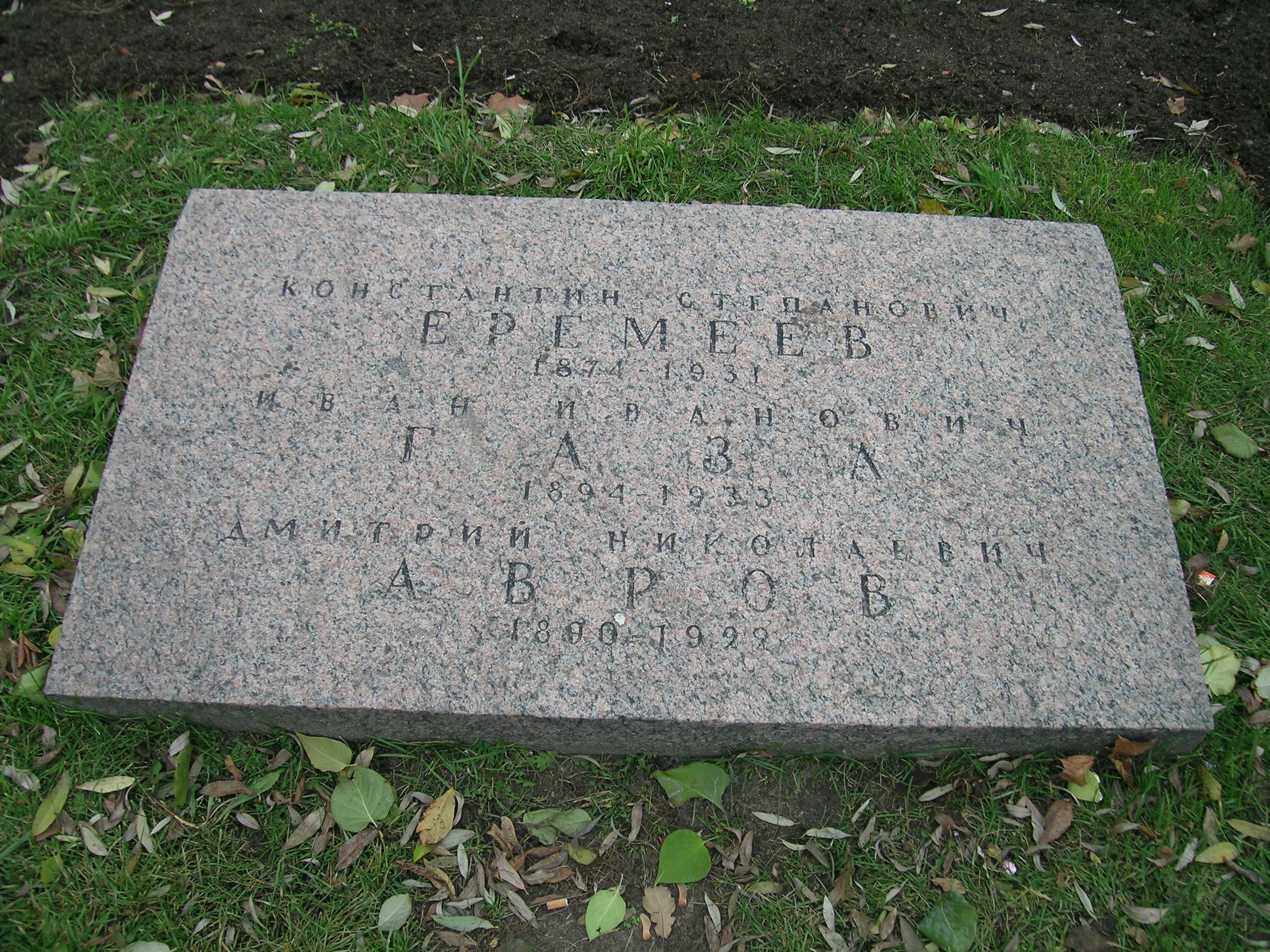
Могила на Марсовом поле

В Петергофе есть улица и площадь Аврова.